# Sofroniewo
Sofroniewo (bulgarisch Софрониево, bis 1934 Sarbeniza/Serbenica/Srbenica (Сърбеница)) ist ein Dorf mit 1.451 Einwohnern im nordwestlichen Bulgarien in der Gemeinde Misija (Мизия). Es liegt in der bulgarischen Oblast Wraza in der Donautiefebene auf etwa 112 Metern über dem Meeresspiegel. Die nächsten Orte im vier Kilometerradius sind Butan (Бутан), Lipniza (Липница), Kruschoviza (Крушовица), Wojwodowo (Войводово). Der Gemeindeverwaltungssitz in Misija liegt etwa acht Kilometer in nordöstlicher Richtung. Etwa einen Kilometer nördlich von Sofroniewo fließt der Fluss Ogosta (река Огоста) in Richtung Norden zur Donau. Haupteinnahmequelle des Dorfes ist die Landwirtschaft.

## Geschichte
Die erste schriftliche Erwähnung stammt aus dem 17. Jahrhundert. Im Jahre 1673 wird der Ort unter dem Namen Sirbenitsche (Сирбениче) in einem osmanischen Verwaltungsdokument erwähnt. Den Namen Sarbeniza (Сърбеница) bzw. alternativ transkribiert Srbenica oder Serbenica trug der Ort noch bis zum Putsch in Bulgarien durch die rechtsnationale Organisation Zveno unter der Führung von Kimon Georgiew und der von ihm 1934 radikal durchgeführten Verwaltungsreform. Ab 1934 heißt er offiziell Sofroniewo.